# وينستون في. جونز
وينستون في. جونز هو سياسي جامايكي، (و. 1917  م).